# Marguerite Gance
Marguerite Gance (geboren am 20. Juni 1894 als Marguerite Danis; gestorben am 12. April 1986) war eine französische Schauspielerin. Sie benutzte den Namen Gance nach ihrer Heirat mit dem Regisseur Abel Gance als Gebrauchsnamen wie als Künstlernamen.

## Leben
Abel Gance war zuvor mit ihrer Schwester Ida verlobt, heiratete nach deren Tuberkulosetod dann Marguerite 1922.

## Filmografie
- 1927 Napoleon
- 1928 Der Untergang des Hauses Usher

| Personendaten    | Personendaten                   |
| ---------------- | ------------------------------- |
| NAME             | Gance, Marguerite               |
| ALTERNATIVNAMEN  | Danis, Marguerite (Geburtsname) |
| KURZBESCHREIBUNG | französische Schauspielerin     |
| GEBURTSDATUM     | 20. Juni 1894                   |
| STERBEDATUM      | 12. April 1986                  |